# Арцеулов, Константин Константинович
Константи́н Константи́нович Арцеу́лов (17 [29] мая 1891, Ялта, Таврическая губерния, Российская империя — 18 марта 1980, Москва, СССР) — русский и советский лётчик, планерист, художник-иллюстратор, внук художника Айвазовского. Первым в Российской империи в 1916 году разработал и применил приёмы и технику вывода самолёта из штопора, ставшие революционным достижением в практической авиации. Пионер русского и советского планеризма.

## Биография
Из дворян, православного вероисповедания, сын служившего в Севастополе потомственного моряка, генерал-майора Корпуса корабельных инженеров Константина Арцеулова (сына Николая Арцеулова), и дочери знаменитого художника-мариниста Ивана Айвазовского — Жанны Арцеуловой.
Родился в Ялте, детство провёл в Феодосии, в доме своего дедушки Ивана Айвазовского, проявив незаурядные способности к рисованию и живописи.
Окончил Севастопольское реальное училище, затем три года учился в Санкт-Петербурге в Морском кадетском корпусе, однако по состоянию здоровья одногодичную учебную практику корабельным гардемарином на кораблях Флота проходить не стал, — учёбу закончил в 1908 году без производства в офицерские чины.
После неудачной попытки поступить в Академию художеств в Санкт-Петербурге, в 1908—1909 годах обучался в студиях известных художников: К.Ф. Юона, Е.Н. Званцевой (в её петербургской студии «Школа Бакста и Добужинского»).
С 1910 года работал слесарем-сборщиком на авиационном заводе С. Щетинина в Санкт-Петербурге, одновременно учился в платной лётной школе «Гамаюн» и занимался планеризмом, которым увлекался с юных лет (первый планёр собственной конструкции построил в 1904 году, тринадцатилетним подростком, и поднимался на нём в воздух). В 1910 году научился летать на аэропланах и уже в сентябре 1911 года получил международный диплом пилота-авиатора.
В 1912 году возвратился в Крым, работал пилотом-инструктором в Севастопольском аэроклубе. В этом же году выполнил серию иллюстраций к книге Н. А. Маркса «Легенды Крыма».

### Служба в Русской императорской армии
По достижении призывного возраста, 30 сентября 1912 года вступил на военную службу в Крымский конный полк охотником (добровольцем) на правах вольноопределяющегося 1-го разряда. Одногодичную действительную службу в нижних чинах проходил в Симферополе. В октябре 1913 года, в унтер-офицерском звании, уволен в запас армии с производством в офицерский чин прапорщика запаса армейской кавалерии. Имел право на ношение юбилейной медали «В память 300-летия царствования дома Романовых», учреждённой в феврале 1913 года.
После увольнения в запас продолжал работать пилотом-инструктором в Севастопольском аэроклубе.
Участник Первой мировой войны. В июле 1914 года, по всеобщей мобилизации, призван из запаса армейской кавалерии на действительную службу и назначен в 12-й уланский Белгородский полк 12-й кавалерийской дивизии (г. Проскуров) на должность младшего офицера эскадрона. В составе полка принимал участие в Галицийской битве, затем в наступлении в Карпатах, командовал взводом. За отличия в боях награждён орденом Святой Анны 4-й степени («Аннинским оружием») с надписью «За храбрость» (утв. ВП от 31.03.1915).
Был ранен. Находясь в госпитале, обратился к командованию о переводе его, как имеющего диплом пилота-авиатора, в авиационную часть. В марте 1915 года командирован на учёбу в Севастопольскую военную авиационную школу, 04.07.1915 получил квалификацию «военный лётчик» и с 13.07.1915 прикомандирован к 18-му корпусному авиационному отряду (18-му КАО) 11-й Армии Юго-Западного фронта.
За время службы в 18-м КАО совершил 21 разведывательный полёт общей продолжительностью 42 часа 4 минуты. Летал на аэроплане «Фарман». В воздушном бою подбил немецкий самолёт-разведчик «Альбатрос С.III». Немецкий лётчик был пленён, трофейный самолёт отремонтирован и на нём Арцеулов совершал разведывательные полёты с фотографированием военных объектов противника. Был награждён двумя орденами: Святого Владимира 4-й степени с мечами и бантом (утв. ВП от 24.11.1916) и Святого Станислава 3-й степени с мечами и бантом (утв. ВП от 01.06.1917).
С 21.05.1916 по 08.07.1916 был в командировке на московском авиазаводе «Дукс», на испытании самолётов-истребителей отечественной сборки и определении их лётных и боевых качеств; одновременно обучался в авиационной школе «Парасоль» управлению истребителем «Ньюпор-11».
С 12.07.1916 — лётчик-истребитель, прикомандированный к 8-му авиационному отряду истребителей 8-го авиационного дивизиона 8-й Армии Юго-Западного фронта. Летал на истребителе «Ньюпор-11». В условиях подавляющего численного превосходства авиации противника совершил в районе Луцка и Ковеля, во время второго этапа Брусиловского наступления, 17 полётов общей продолжительностью 17 часов и 5 минут и провёл 7 воздушных боёв с аэропланами противника. В конце июля 1916 года был представлен командованием 8-й Армии к награждению Георгиевским оружием.
26—29 августа 1916 года отечественные и зарубежные газеты сообщили о гибели лётчика-истребителя Арцеулова, — художника, внука Айвазовского. Фактически 24.08.1916 на большой высоте был сбит и погиб прапорщик Шарапов (подшефный Арцеулова), вначале ошибочно принятый командованием за Арцеулова.
С 30 августа 1916 года прапорщик Арцеулов переведён из авиационного отряда действующей армии в постоянный состав Севастопольской военной авиационной школы на должность обучающего офицера. Вскоре был назначен заведующим истребительным отделением.
24.09.1916 совершил свой знаменитый экспериментальный полёт: намеренно ввёл самолёт «Ньюпор-21» в штопор и вывел его из штопора. В дальнейшем эта фигура высшего пилотажа была включена в курс обучения лётчиков-истребителей, что расширило манёвренные возможности самолёта в бою и уменьшило число жертв в авиации.
В августе 1917 года произведен в корнеты со старшинством с 19.07.1915.

### После революции 1917 года
Официальная версия. Февральскую и Октябрьскую революции встретил в Крыму, в постоянном составе Севастопольской военной авиационной школы. Во время гражданской войны 1918—1922 годов участия в боевых действиях не принимал.
В 1918 году, выполняя поручение солдатского комитета, формировал на базе расформированной Севастопольской военной школы авиации русской армии «1-й Красный социалистический авиационный отряд».
При занятии Крыма белогвардейцами как офицер, не явившийся добровольно, был мобилизован в Добровольческую армию, фактически оставаясь на должности лётчика-инструктора Севастопольской (Качинской) авиашколы, числившейся в резерве армии и фактически не действовавшей. Поддерживал отношения с большевистским подпольем. Когда в ноябре 1920 года Красная Армия подошла к Перекопу и начались бои на перешейке, общим собранием солдат был избран начальником лётной части школы, летал для связи с наступающими частями Красной Армии. С прибытием командования был официально зачислен в РККА и оставлен на прежней должности.
По другой версии, реальная биография, которую обнародовал в Интернете авиационный журналист Вячеслав Кондратьев, сильно отличается от официальной. Военный лётчик Арцеулов, живший в Крыму и служивший в Качинской (то есть — Севастопольской) лётной (то есть — авиационной) школе, в 1918 году был мобилизован в ВВС прогерманского режима гетмана Скоропадского (при том, что в Крыму прогерманского режима гетмана Скоропадского не было вовсе), а когда этот режим рухнул, лётчик добровольно вступил в Добровольческую армию генерала Деникина. Но поскольку на первых порах самолетов у Деникина было мало, а пилотов гораздо больше, из «безлошадных» военных лётчиков сформировали так называемую «добровольческую пехотную авиароту», в которой Арцеулов служил пулемётчиком. В этом качестве он воевал с красными на Кубани, зарекомендовав себя как храбрый боец. Но когда летом 1919 года Деникин получил крупную партию английских самолетов, «пехотная авиарота» была расформирована, а уцелевшие в наземных боях лётчики вернулись в «родную стихию». Арцеулов стал пилотом двухместного лёгкого бомбардировщика «Де Хэвилленд» DH.9. После поражения Деникина и эвакуации остатков его армии в Крым Арцеулов эвакуировался вместе с ними и продолжал воевать под руководством нового белого главкома — барона Врангеля. В конце июня — начале июля 1920 года он принимал активное участие в разгроме конного корпуса комкора Жлобы в Северной Таврии, совершив десятки боевых вылетов на бомбардировку и пулемётный обстрел красных конников, за что Врангель объявил ему личную благодарность в приказе. Этот приказ попал в руки красных и хранится в Государственном военном архиве, но никто его не читал и не замечал. Когда в ноябре 1920-го врангелевцы эвакуировались из Крыма, Арцеулов лежал больной тифом и потому не смог уплыть вместе с ними. Оставшись в Крыму, он чудесным образом избежал ареста и массовых расстрелов, которые осуществлялись на полуострове зимой 1920—1921 годов, а потом, изменив автобиографию (которая как официальная описана в начале этого раздела) и пройдя проверки в ЧК—ГПУ—НКВД, поступил на службу в Красную Армию.

### После гражданской войны
В декабре 1920 года Арцеулов получил назначение в 1-ю Московскую высшую школу красвоенлётов (на Ходынке). Одним из его учеников был Валерий Чкалов.
В 1923 году испытывал первый советский истребитель И-1 («Либерти ИЛ-400») конструкции Н. Н. Поликарпова (ввиду грубой ошибки в конструкции, пилотируемый Арцеуловым самолёт разбился в первом полёте).
Был пионером советского планеризма, в 1923 году получил диплом пилота-парителя № 1. Разработал и построил 5 планёров собственной конструкции, среди них А-5. В составе советской команды участвовал в соревнованиях планеристов в Германии в 1925 году.
В 1927 году переведён в гражданскую авиацию (Добролёт) для работ в области аэрофотосъёмки и ледовой разведки. Собственноручно провёл аэрофотосъёмку многих удалённых районов страны, участвовал в определении трассы будущего Турксиба. Осенью 1929 года на лётном поле VI Всесоюзных планёрных состязаний в Коктебеле испытывал планёр конструкции Королёва и Люшина.

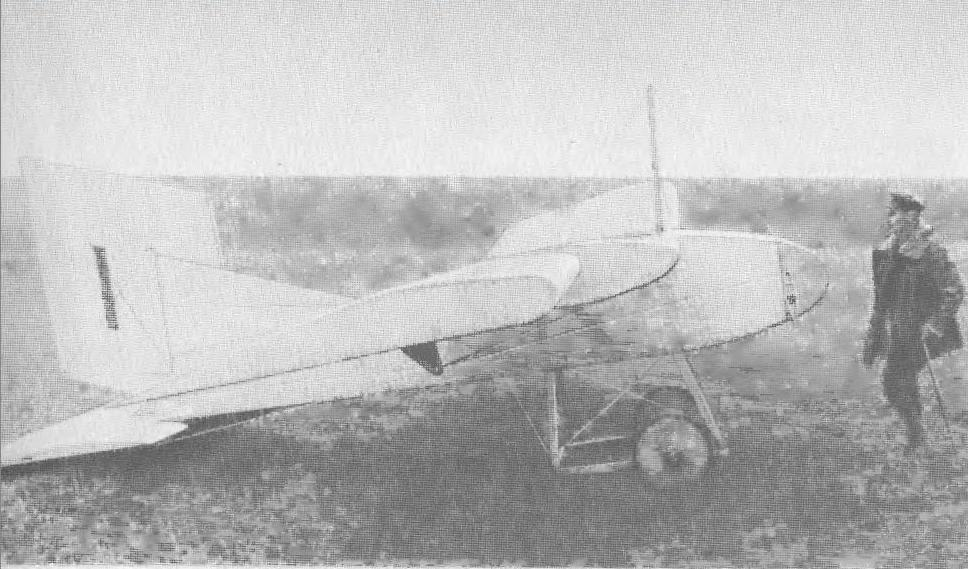
А-5 — планёр конструкции К. К. Арцеулова
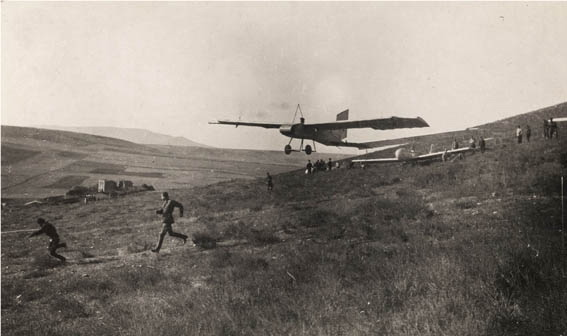
Планёр А-5 К. К. Арцеулова в полёте, ноябрь 1923 года, Узун-Сырт, I Всесоюзные планёрные испытания. РГАНТД. Ф.348. Оп.3. Д.146. Л.6об.

В 1933 году был репрессирован: по ложному обвинению в шпионаже в пользу Германии, был осуждён к высылке в Архангельск. В ссылке работал мотористом на катере.
В 1937 году у Арцеулова закончился срок ссылки, но на 10 лет он оставался «поражённым в правах». До 1942 года не мог выезжать за пределы Архангельской области, затем ему разрешили поселиться в Можайске и только в 1947 году — в Москве. Более того реабилитировали его лишь в 1956 году.
По причине большого перерыва в лётном стаже, в авиацию не вернулся. Занялся художественным творчеством: работал художником-иллюстратором. Оформил более 50 книг, 240 номеров журнала «Техника — молодёжи», в редакции которого работал ведущим художником, также иллюстрировал журналы «За оборону», «Крылья Родины», «Юный техник», «Моделист-конструктор». Был членом Союза журналистов СССР. Автор панно в главном зале Центрального дома авиации и космонавтики имени М.В. Фрунзе. Часть искусствоведов[кто?] его творчество относит к Киммерийской школе живописи.

Могила на Кунцевском кладбище

Похоронен в Москве, на Кунцевском кладбище.

## Сочинения
- К. К. Арцеулов. На заре советского планеризма // Крылья Родины. — М.: ДОСААФ, 1973. — № 10. — С. 15,16.

## Память

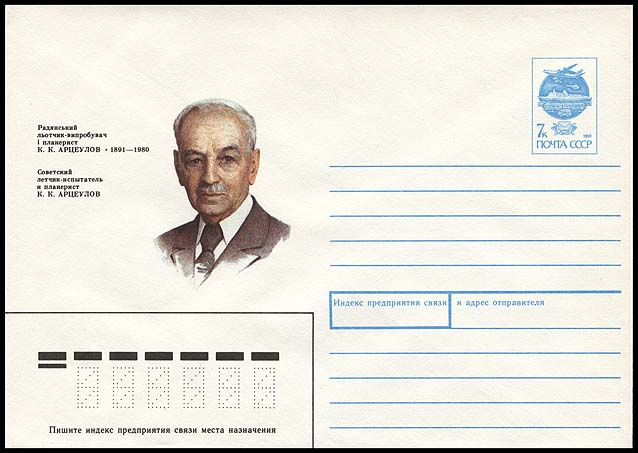
Советский лётчик-испытатель и планерист К. К. Арцеулов. 100 лет со дня рождения. Почтовая карточка СССР, 1991 год.

- В 1987 году режиссёр Юлий Файт снял документальный фильм «Дорога в облаках», посвящённый жизни и творчеству Арцеулова. В фильме представлены исторические документальные кадры, образ Арцеулова дополнен рассказами его друзей, соратников и родных.
- В книге российского детского писателя Владислава Крапивина «Бабочка на штанге» центральным местом действия является вымышленное кафе «Арцеуловъ», названное в честь лётчика.
- Имя К. К. Арцеулова присвоено Арцеуловской аллее в Приморском районе Санкт-Петербурга.
- В городах Луцк, Севастополь, в крымских посёлках Кача, Коктебель есть улицы имени авиатора Константина Арцеулова.
- В Феодосии музей дельтапланеризма (музей свободного полёта) с 2015 года носит имя Константина Арцеулова.
- Установлена мемориальная доска К. К. Арцеулову в Луцке (на Волыни).